# 明日の内閣
明日の内閣（あすのないかく、Tomorrow Cabinet）は、新進党の政策決定機関であった政権準備委員会の通称。

## 概説
1994年12月27日、イギリスの影の内閣を参考にして設置された。政府・与党が組織する内閣に対するため党首を内閣総理大臣、党所属国会議員を国務大臣として組織した。「明日の内閣」における大臣は、党の部会・調査会の会長を兼ね、また国会でも該当する委員会に所属した。
自民党総務会と同じく、党大会・両院議員総会に次ぐ議決機関で、党政策審議会ならびに党部会・調査会がとりまとめた政策に関して審議し決定した。
副大臣制度も導入され、上田晃弘や円より子といった当選回数1回の若手にも同ポストを与えた。
1997年12月31日、新進党分党とともに存続政党・小沢自由党が継承した。1999年1月、自由党は自民党と連立を組み、与党となったため消滅した。

## 1994年12月27日 ‐ 1995年9月28日
| 明日の内閣「閣僚」                    | 氏名             | 前所属政党                 |
| ------------------------------------- | ---------------- | -------------------------- |
| 総理大臣                              | 海部俊樹         | 自由改革連合（高志会）     |
| 行政監視大臣                          | 中井洽           | 民社                       |
| 外交政策大臣                          | 鹿野道彦         | 自由改革連合（新党みらい） |
| 安全保障政策大臣                      | 二見伸明         | 公明                       |
| 人権・保安・分権大臣                  | 吹田愰           | 新生                       |
| 経済・財政政策大臣                    | 米沢隆           | 民社                       |
| 文教・科学技術政策大臣                | 林寛子（扇千景） | 参・新生                   |
| 国民生活政策大臣                      | 坂口力           | 公明                       |
| 労働・雇用政策大臣                    | 松岡満寿男       | 日本新                     |
| 商工政策大臣                          | 山田英介         | 公明                       |
| 農林漁業振興政策大臣                  | 山岡賢次         | 新生                       |
| 環境政策大臣                          | 高桑栄松         | 参・公明                   |
| 運輸・交通政策大臣 国土・建設政策大臣 | 二階俊博         | 新生                       |
| 総合調整大臣                          | 西岡武夫         | 自由改革連合（改革の会）   |

## 1995年9月28日 ‐ 1995年12月29日
| 明日の内閣「閣僚」                    | 氏名       | 前所属政党             |
| ------------------------------------- | ---------- | ---------------------- |
| 総理大臣                              | 海部俊樹   | 自由改革連合（高志会） |
| 行政改革大臣                          | 石田幸四郎 | 公明                   |
| 外交政策大臣                          | 鹿野道彦   | 自由改革連合（みらい） |
| 安全保障政策大臣                      | 二見伸明   | 公明                   |
| 人権・安全・地方自治大臣              | 貝沼次郎   | 公明                   |
| 経済・財政政策大臣                    | 米沢隆     | 民社                   |
| 文教・科学技術政策大臣                | 中井洽     | 民社                   |
| 国民生活政策大臣                      | 牛嶋正     | 参・公明               |
| 労働・雇用政策大臣                    | 松岡満寿男 | 日本新                 |
| 商工政策大臣                          | 野田毅     | 自由改革連合（高志会） |
| 農林漁業振興政策大臣                  | 奥田敬和   | 新生                   |
| 環境政策大臣                          | 広中和歌子 | 参・公明               |
| 運輸・交通政策大臣 国土・建設政策大臣 | 加藤六月   | 新生                   |
| 総合調整大臣                          | 石井一     | 新生                   |

## 1995年12月29日 ‐ 1996年9月30日
| 明日の内閣「閣僚」       | 氏名       | 前所属政党             |
| ------------------------ | ---------- | ---------------------- |
| 総理大臣                 | 小沢一郎   | 新生                   |
| 行政改革大臣             | 鹿野道彦   | 自由改革連合（みらい） |
| 外交政策大臣             | 中野寛成   | 民社                   |
| 安全保障政策大臣         | 石井一     | 新生                   |
| 人権・安全・地方自治大臣 | 貝沼次郎   | 公明                   |
| 経済・財政政策大臣       | 野田毅     | 自由改革連合（高志会） |
| 文教・科学技術政策大臣   | 坂口力     | 公明                   |
| 国民生活政策大臣         | 坂口力     | 公明                   |
| 労働・雇用政策大臣       | 江田五月   | 日本新（社民連）       |
| 商工政策大臣             | 宮地正介   | 公明                   |
| 農林漁業振興政策大臣     | 野呂昭彦   | 自民（みらい）         |
| 環境政策大臣             | 広中和歌子 | 参・公明               |
| 国土・建設政策大臣       | 青山丘     | 民社                   |
| 運輸・交通政策大臣       | 田名部匡省 | 新生                   |
| 総合調整大臣             | 遠藤和良   | 公明                   |

## 1996年9月30日 ‐ 1996年11月6日
| 明日の内閣「閣僚」       | 氏名       | 前所属政党             |
| ------------------------ | ---------- | ---------------------- |
| 総理大臣                 | 小沢一郎   | 新生                   |
| 総合調整大臣             | 愛知和男   | 新生                   |
| 行政改革大臣             | 鹿野道彦   | 自由改革連合（みらい） |
| 外交政策大臣             | 中井洽     | 民社                   |
| 安全保障政策大臣         | 加藤六月   | 新生                   |
| 人権・安全・地方自治大臣 | 貝沼次郎   | 公明                   |
| 経済・財政政策大臣       | 牛嶋正     | 参・公明               |
| 文教・科学技術政策大臣   | 坂口力     | 公明                   |
| 国民生活政策大臣         | 石田美栄   | 民社                   |
| 労働・雇用政策大臣       | 足立良平   | 参・民社               |
| 商工政策大臣             | 宮地正介   | 公明                   |
| 農林漁業振興政策大臣     | 権藤恒夫   | 公明                   |
| 環境政策大臣             | 広中和歌子 | 参・公明               |
| 国土・建設政策大臣       | 青山丘     | 民社                   |
| 運輸・交通政策大臣       | 左藤恵     | 新生                   |
| 情報・通信政策大臣       | 遠藤和良   | 公明                   |

## 1996年11月12日 ‐ 1997年10月1日
| 明日の内閣「各担当相」   | 氏名       | 前所属政党             |
| ------------------------ | ---------- | ---------------------- |
| 首相                     | 小沢一郎   | 新生                   |
| 副総理 行政改革大臣      | 石田幸四郎 | 公明                   |
| 総合調整大臣             | 野田毅     | 自由改革連合（高志会） |
| 外交政策大臣             | 坂口力     | 公明                   |
| 安全保障政策大臣         | 村井仁     | 新生                   |
| 人権・安全・地方自治大臣 | 今井宏     | 日本新                 |
| 経済・財政政策大臣       | 鈴木淑夫   | -                      |
| 文教・科学技術政策大臣   | 石田美栄   | 参・民社               |
| 国民生活政策大臣         | 牛嶋正     | 参・公明               |
| 労働・雇用政策大臣       | 塩田晋     | 民社                   |
| 商工政策大臣             | 古賀正浩   | 新生                   |
| 農林漁業振興政策大臣     | 井上喜一   | 新生                   |
| 環境政策大臣             | 大野由利子 | 公明                   |
| 国土・建設政策大臣       | 粟屋敏信   | 新生                   |
| 国土・建設政策大臣       | 増田敏男   | 新生                   |
| 運輸・交通政策大臣       | 玉置一弥   | 民社                   |
| 情報・通信政策大臣       | 足立良平   | 参・民社               |

## 1997年10月1日 ‐ 1997年12月27日
| 明日の内閣「閣僚」                         | 氏名       | 前所属政党             |
| ------------------------------------------ | ---------- | ---------------------- |
| 総理大臣                                   | 小沢一郎   | 新生                   |
| 副総理 総務庁長官 行政改革大臣             | 石田幸四郎 | 公明                   |
| 官房長官 沖縄開発庁長官                    | 野田毅     | 自由改革連合（高志会） |
| 外務大臣                                   | 坂口力     | 公明                   |
| 防衛庁長官                                 | 村井仁     | 新生                   |
| 法務・人権・自治大臣                       | 古賀一成   | 新生                   |
| 大蔵大臣 経済企画庁長官                    | 鈴木淑夫   | 新進                   |
| 文部大臣 科学技術庁長官 原子力委員会委員長 | 石田美栄   | 参・民社               |
| 社会保障大臣                               | 牛嶋正     | 参・公明               |
| 労働大臣                                   | 川端達夫   | 民社                   |
| 商工大臣                                   | 古賀正浩   | 新生                   |
| 農林水産大臣                               | 木幡弘道   | 日本新                 |
| 環境庁長官                                 | 大野由利子 | 公明                   |
| 建設大臣 国土庁長官                        | 伊藤英成   | 民社                   |
| 運輸大臣 北海道開発庁長官                  | 佐藤敬夫   | 自由改革連合（みらい） |
| 郵政大臣                                   | 続訓弘     | 参・公明               |

- 明日の内閣の閣僚は衆議院・参議院それぞれの各関係委員会に所属。

## 1998年1月6日 ‐ 1999年1月13日
| 明日の内閣「閣僚」                         | 氏名       | 前所属政党             |
| ------------------------------------------ | ---------- | ---------------------- |
| 総理大臣                                   | 小沢一郎   | 新生                   |
| 官房長官 沖縄開発庁長官                    | 野田毅     | 自由改革連合（高志会） |
| 総務庁長官 行政改革大臣                    | 野田毅     | 自由改革連合（高志会） |
| 大蔵大臣 経済企画庁長官                    | 藤井裕久   | 新生                   |
| 文部大臣 科学技術庁長官 原子力委員会委員長 | 扇千景     | 新生                   |
| 外務大臣                                   | 田村秀昭   | 新生                   |
| 防衛庁長官                                 | 二見伸明   | 公明                   |
| 運輸大臣 北海道開発庁長官                  | 二見伸明   | 公明                   |
| 商工大臣                                   | 青山丘     | 民社                   |
| 労働大臣                                   | 青山丘     | 民社                   |
| 法務大臣                                   | 権藤恒夫   | 公明                   |
| 自治・公安大臣                             | 中井洽     | 民社                   |
| 郵政大臣                                   | 中井洽     | 民社                   |
| 社会保障大臣                               | 武山百合子 | 日本新                 |
| 農林水産大臣                               | 二階俊博   | 新生                   |
| 建設大臣 国土庁長官                        | 中西啓介   | 新生                   |
| 環境庁長官                                 | 中村鋭一   | 民主改革連合           |

- 自由党の政策決定機関